# فرانسوا والکر
فرانسوا والکر (فرانسوی: François Walker‎; تاریخ ورودی نامعتبر است – تاریخ ورودی نامعتبر است) ژیمناست هنری اهل فرانسه بود.